# Paradidyma jamaicensis
Paradidyma jamaicensis är en tvåvingeart som beskrevs av Charles Howard Curran 1928. Paradidyma jamaicensis ingår i släktet Paradidyma och familjen parasitflugor.
Artens utbredningsområde är Jamaica. Inga underarter finns listade i Catalogue of Life.